# Stand (Gesellschaft)

Kleriker, Ritter und Bauer, aus Image du monde, Nordfrankreich um 1285, Blatt 85

Ein Stand (von lateinisch statūs, siehe dazu auch Status) war in den hierarchischen Gesellschaften des mittelalterlichen und frühneuzeitlichen Europa eine abgeschlossene gesellschaftliche Großgruppe, die durch rechtliche Bestimmungen, seien es Privilegien oder Diskriminierungen, klar definiert war. Standesgrenzen zwischen verschiedenen Personen wurden in der Regel durch deren Herkunft bestimmt. Da mit Ausnahme des Klerus jede Person durch Geburt ihrem Stand angehörte, etwa dem Adel, dem Bürger- oder dem Bauernstand, wurde dieser auch als Geburtsstand bezeichnet.
Ständewesen und Ständeordnung entwickelten sich seit der Zeit der Karolinger aus der frühmittelalterlichen Ranggesellschaft nach dem Vorbild des Römischen Reiches. Das Ständesystem war ein gesellschaftliches Ordnungsmodell, das anders als die von Karl Marx beschriebenen sozialen Klassen und die von Theodor Geiger in die Gesellschaftslehre eingeführten sozialen Schichten keine oder nur eine geringe soziale Mobilität zuließ. Diese Festschreibung sozialer Ungleichheit unterscheidet den Begriff Stand auch von modernen Bezeichnungen wie Sozialer Status oder Sozioökonomischer Status.
Im ideologischen Rückgriff auf die Ständeordnung des Ancien Régime strebten diverse antiliberale Theoretiker und Regimes des 20. Jahrhunderts, vorwiegend mit katholischem Hintergrund, die „ständische“, d. h. korporatistische Neuordnung der zeitgenössischen Gesellschaften als Ständestaat an.

## Die Ständeordnung

### Einteilungen des ständischen Systems
Die einfachste Vorstellung unterschied nur Obrigkeit und Untertanen. Dabei konnte dieselbe Person in ihren Beziehungen zu verschiedenen Mitgliedern der ständischen Gesellschaft gleichzeitig Obrigkeit und Untertan sein. Der Adlige war zum Beispiel Herr über die Bauern seiner Grundherrschaft und ebenso Untertan des Königs.

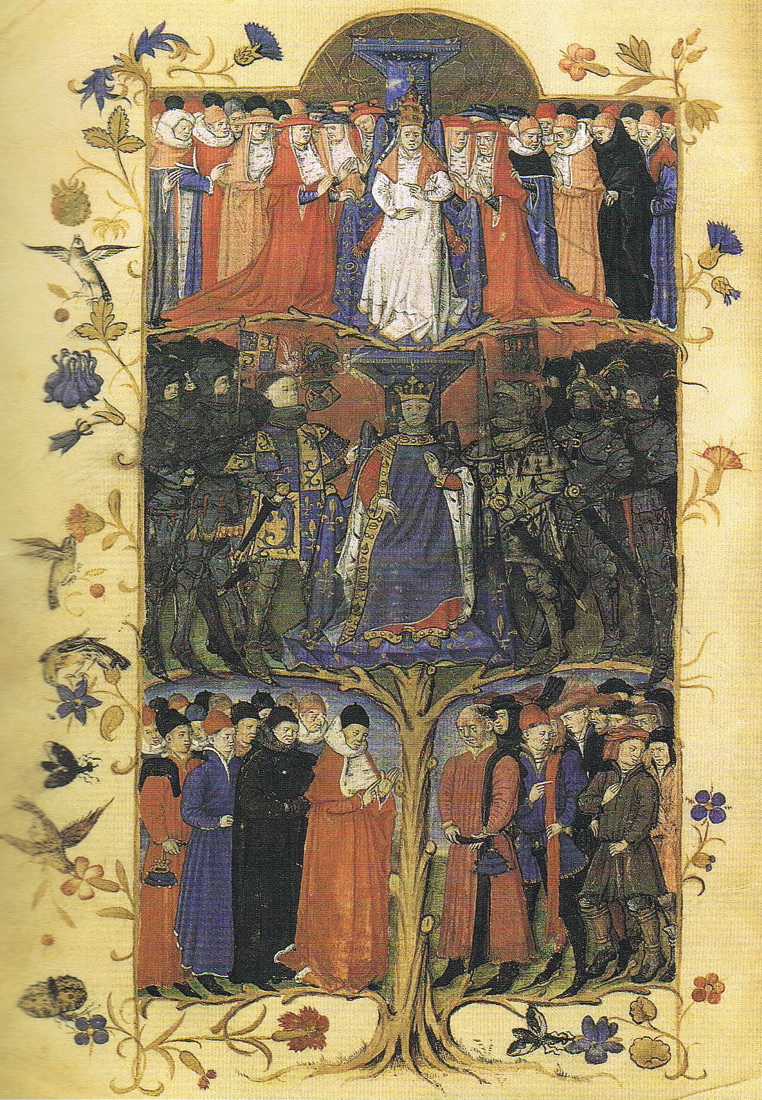
Mittelalterliches Ständebild, entworfen im Auftrag der Kirche im 15. Jahrhundert (erste Hälfte)

Verbreitet war die Drei-Stände-Ordnung, wie sie insbesondere für Frankreich charakteristisch war:
- Der Erste Stand umfasste die Gruppe aller Geistlichen, das heißt Angehörige der hohen Geistlichkeit wie auch des niederen Klerus (Lehrstand).
- Der Zweite Stand bestand aus Mitgliedern des Adels, sei es aus dem Hochadel, dem niederen Adel oder auch aus dem oft verarmten Landadel (Wehrstand).
- Der Dritte Stand umfasste nominell alle freien Bauern, später auch die freien Bürger (Nährstand).

Eine weitergehende Untergliederung der drei Hauptstände war in fast allen europäischen Ländern üblich. Die Position des Einzelnen hing dabei von verschiedenen Faktoren ab:
1. der Art des Broterwerbs – Berufsstand, Bauernstand,
2. der Position in einem Familienverband – Ehestand, Hausvater, Knecht, Hausgenosse
3. den Rechten, die der Einzelne in der städtischen Kommune (ratsfähige Bürger, Bürger, Einwohner) oder in der ländlichen Gemeinde hatte (Erbrichter, bäuerliches Gemeindemitglied, Häusler).

An der Spitze der Ständepyramide standen der Kaiser oder der König und nach ihm die Fürsten, bei den Geistlichen der Papst und nach ihm die Bischöfe. Im dritten Stand dagegen war die große Mehrheit der Bevölkerung versammelt, die keine oder nur sehr begrenzte Herrschaftsrechte (zum Beispiel gegenüber dem Gesinde) besaß.

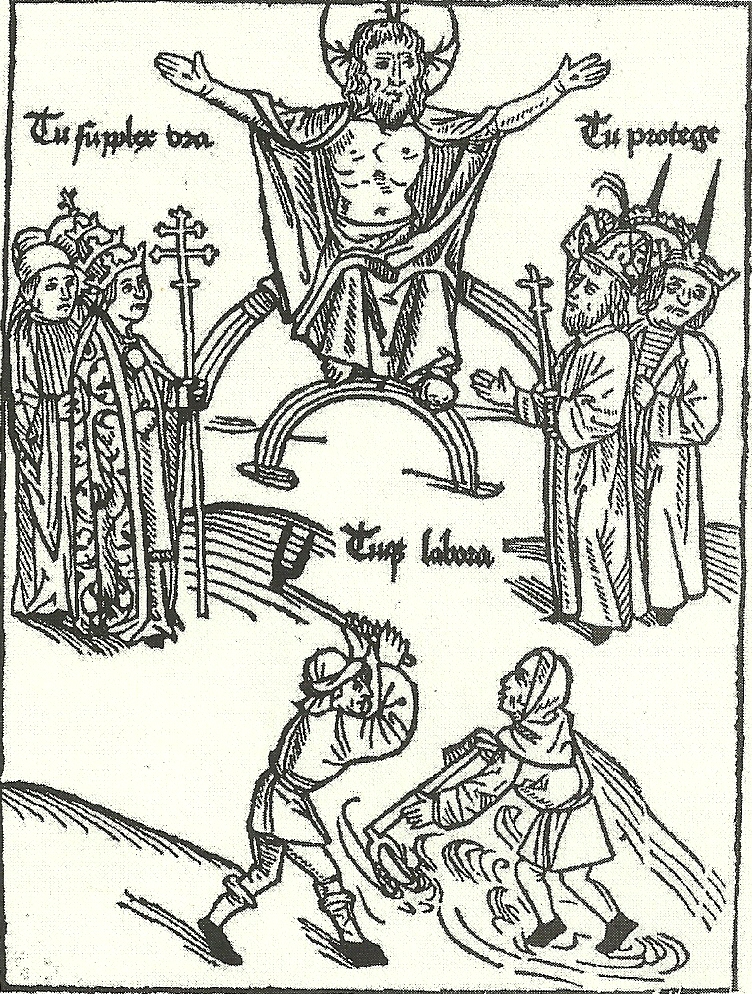
Die Ständeordnung in der 1488 erschienenen Prognostacio des Astrologen Johannes Lichtenberger: Jesus Christus weist den drei Ständen ihre Aufgaben zu: Tu supplex ora („du bete demütig!“) zum Klerus, Tu protege („du beschütze!“) zu Kaiser und Fürsten, Tuque labora („und du arbeite!“) zu den Bauern.

Das ständische System galt den Menschen des Mittelalters und der frühen Neuzeit als feste, von Gott gegebene Ordnung, in der jeder seinen unveränderlichen Platz hatte. Für den Adel und den dritten Stand galt, dass jeder zunächst den Stand seines Vaters übernahm. Ein Wechsel zwischen Ständen war nicht unmöglich, in der Praxis jedoch selten. Verdienst oder Reichtum hatten kaum Einfluss auf die Ständezugehörigkeit. So konnte etwa ein Bürger, der als Kaufmann an viel Geld gekommen war, wesentlich vermögender sein als ein armer Adliger. Das ständische System ist ein statisches Gesellschaftsmodell. In der mittelalterlichen Theorie waren den drei Hauptständen bestimmte Aufgaben zugewiesen. Der erste Stand hatte für das Seelenheil zu sorgen, der zweite Stand sollte Klerus und Volk gegen Feinde verteidigen, Aufgabe des dritten Standes war die Arbeit. Entsprechend der Stellung in der Gesellschaft hatte man sich einer standesgemäßen Lebensweise zu befleißigen. Dazu gehörte zum Beispiel auch, dass jeder Stand bestimmten mittelalterlichen Kleidungsvorschriften unterworfen war.
Die beschränkte soziale Mobilität der vormodernen Ständegesellschaft bedeutete jedoch nicht, dass eine Person in einen Stand hineingeboren wurde und in ihm zu verbleiben hatte: prinzipiell war es selbst beim Adelsstatus möglich, diesen zu erwerben oder zu verlieren. Auch konnte eine Person mehreren Ständen gleichzeitig angehören beziehungsweise in unterschiedlichen Situationen als Vertreter unterschiedlicher Stände auftreten. Beides trifft insbesondere auf den Gelehrtenstand zu, in den man nicht hineingeboren werden konnte, sondern in den man erst durch Ausbildung und die Tätigkeit als Autor eintrat. In diesen Punkten unterscheidet sich die europäische Ständegesellschaft deutlich zum Beispiel vom indischen Kastensystem, mit dem sie gelegentlich gleichgesetzt wird.

### Entwicklung seit dem Spätmittelalter

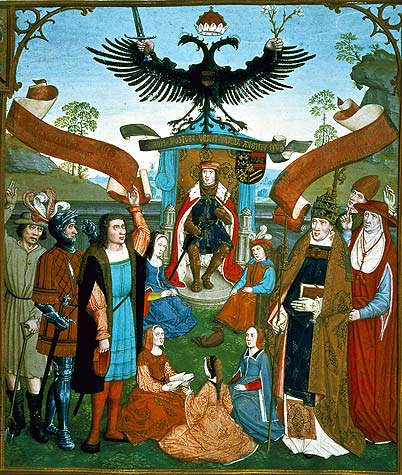
Symbolische Darstellung des Kaisers als Spitze der ständischen Ordnung: Die weltlichen und geistlichen Stände (einschließlich des Papstes) huldigen Kaiser Maximilian I. Aus: Liber missarum der Margarethe von Österreich, von Petrus Almaire (um 1515).

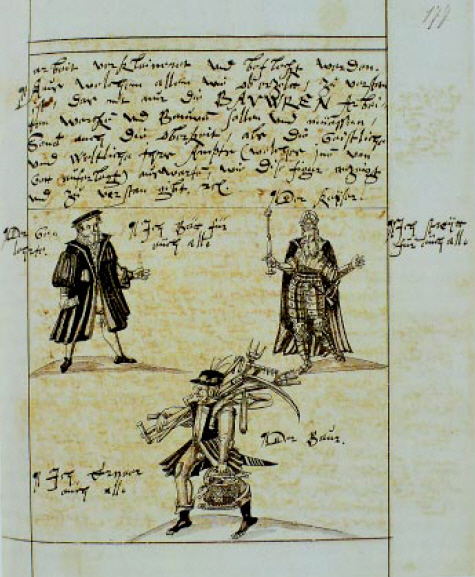
«Die Drei Stände» in der handschriftlichen Chronik der Herrschaft Grüningen von 1610. Der «Gelehrte» betet für alle, der «Kaiser» streitet für alle, der «Bauer» ernährt alle.

In der Praxis war das ständische System daher – vor allem seit dem ausgehenden Mittelalter und in der frühen Neuzeit – nicht ganz so undurchlässig wie als theoretisches Konstrukt. Schon vorher war der Weg in den geistlichen Stand eine wichtige Ausnahme. Auch Bauern- und Handwerkersöhne konnten gelegentlich bis zum Bischof aufsteigen. Später, vor allem seit dem 14. Jahrhundert, wurde es nach und nach Praxis, dass die Fürsten die Bildung des Amtsadels förderten, also Angehörige des dritten Standes mit einem speziellen Amt beauftragten und sie mit einem Adelstitel belohnten. Auch innerhalb der drei Hauptstände war ein Aufstieg in der frühen Neuzeit keine Seltenheit, indem man zum Beispiel das Bürgerrecht einer Stadt erwarb. Bildung konnte ebenfalls den Weg über die Standesschranken öffnen. Ein studierter Jurist, der von einer Kommune als Stadtschreiber angestellt wurde, fand nicht selten Eingang in die Gruppe der ratsfähigen Bürger. Ebenso konnte der geistliche Stand in einem begrenzten Maße einen Aufstiegskanal darstellen. Der Abstieg aus dem Geburtsstand konnte erfolgen, wenn man zum Beispiel als Adliger aus finanziellen Gründen nicht mehr zu einer standesgemäßen Lebensweise in der Lage war.
Die Auffächerung des ständischen Systems und die zunehmende Durchlässigkeit der Standesschranken waren der fortschreitenden Differenzierung der Gesellschaft geschuldet. Für viele neue Funktionen und Ämter hatte die ursprüngliche mittelalterliche Ständeordnung keinen rechten Platz. Trotzdem wurde das ständische Gesellschaftsmodell bis ins 18. Jahrhundert hinein nie grundsätzlich in Frage gestellt. Auch die Kirche hielt daran fest. Als Martin Luther über die Freiheit des Christenmenschen schrieb, schränkte er diese ausschließlich auf die Beziehung des Individuums zu Gott ein. Im irdischen Leben habe dagegen jedermann ohne aufzubegehren an seinem Platz in der ständischen Ordnung zu verharren.
Dennoch kann man in der Dreiständelehre Luthers gewisse Modifikationen innerhalb des überlieferten Ständeschemas erkennen. Durch Luthers strikte Trennung des geistlichen vom weltlichen Reich (Zwei-Reiche-Lehre) war die alte Frage, wem die Oberherrschaft im weltlichen Bereich (Kaiser oder Papst) zukam, klar für Kaiser und Fürsten entschieden. Der dritte Stand wurde zudem nun vornehmlich als Hausstand definiert, innerhalb dessen der Hausvorstand über die anderen Hausangehörigen herrschte. Die Unterordnungsverhältnisse fassten Luther und seine Nachfolger innerhalb des Schemas nicht mehr zwischen den drei Ständen, sondern verlegten sie in die drei Hauptstände hinein: In der ecclesia (Kirche) standen die Prediger der Gemeinde gegenüber, in der politia (weltlicher Regierstand) die Obrigkeit den Untertanen und in der oeconomia (Hausstand) das Elternpaar den Kindern und dem Gesinde. Da auch protestantische Geistliche verheiratet sein sollten, befanden auch sie sich nun im Hausstand. Auf diese Weise wurden alle Menschen zugleich in allen drei Ständen verortet, die deshalb auch als genera vitae (Lebensbereiche) bezeichnet wurden. Theoretisch waren damit die drei Stände nebeneinander und nicht mehr untereinander angeordnet. In der Wirklichkeit wurden die Herrschaftsverhältnisse dadurch jedoch nicht angetastet. Der dritte Stand blieb weiterhin (im Widerspruch zu dem theoretischen Modell) zugleich auch der Untertanenstand.

## Politische Stände
In der mittelalterlichen und frühneuzeitlichen Ständeordnung hatten die privilegierten Stände im Gegensatz zu den später aufkommenden absolutistischen Systemen politische Mitspracherechte und Befugnisse. Je nachdem, auf welcher politischen Ebene diese Mitspracherechte institutionalisiert waren, spricht man von Reichsständen oder Landständen.

### Charakter
Im Unterschied zum demokratischen Staat waren im ständischen Gemeinwesen nicht alle zur politischen Mitwirkung berechtigt, sondern nur jene, die gewisse Leistungen erbrachten oder bestimmte Privilegien besaßen. Die Repräsentanten des Reichs oder des Landes wurden nicht gewählt, sondern sie saßen aufgrund ihrer Geburt (der Adel) oder durch ein Amt (zum Beispiel Äbte) im Reichstag oder im Landtag. Wer in einem reichsunmittelbaren Verhältnis zum römisch-deutscher Kaiser stand, konnte selbst oder durch Vertreter Sitz und Stimme im Reichstag geltend machen. Wer die Landstandschaft besaß, hatte das Recht, in eigener Person auf dem Landtag zu erscheinen.
Die Landstände vertraten nicht ihre (Mit-)Untertanen, sondern sprachen nur für sich selbst. Grundsätzlich handelte es sich um ein dualistisches System, bei dem sich die Gesamtheit der Stände – auch Landschaft genannt – und der Landesherr gegenüberstanden. Den Anspruch auf Autonomie als Stand beziehungsweise Standesperson, welcher sich aus dem Bewusstsein eines Standes speiste, seine Rechte von Geburt her (also aus eigenem Recht) zu besitzen, formulierte man mit Beginn der Neuzeit zunehmend mit dem Pochen auf die ständische Libertät.

### Struktur der Landstände
Die Struktur dieser ständischen Vertretungen und ihre Befugnisse waren historisch bedingt von Land zu Land verschieden, und sie änderten sich im Laufe der Zeit. Je nachdem waren unterschiedliche Stände politisch berechtigt und im Landtag vertreten. Fast immer war der Adel dabei, der sich häufig noch in Herren und Ritter gliederte (Herren- und Ritterstand). Die hohe Geistlichkeit galt auch unter den politischen Ständen meist als der erste, allerdings wurde ihr dieser Platz gelegentlich von den Herren streitig gemacht. Einen eigenen Stand formierten häufig die Städte. Selten waren auch Landgemeinden als politisch berechtigter Stand in den Landtagen vertreten (zum Beispiel die Täler und Gerichte in Tirol). Der Erwerb der Landstandschaft war stark reglementiert. Meist legten die Stände selbst die Bedingungen für die Aufnahme neuer Mitglieder fest; mancherorts redete dabei auch der Fürst mit. Der Landesherr gehörte in politischer Hinsicht nicht zu den Ständen.
Die verschiedenen Ständegruppen bildeten auf den Landtagen eigene Kurien. Die Abstimmungen im Landtag fanden fast überall nach Kurien statt. Das heißt, zuerst einigte man sich innerhalb des eigenen Standes – dabei kam in der Regel das Mehrheitsprinzip zur Anwendung –, dann verglich man die Voten der einzelnen Stände. Ein Landtagsbeschluss kam zustande, wenn Einstimmigkeit der Kurien erzielt wurde. Nur wenige Länder ließen hier ebenfalls das Mehrheitsprinzip gelten. Zu entscheiden hatten die Stände vor allem über Steuerbewilligungen, vielerorts auch über interne Angelegenheiten.
Neben der Teilnahme an den Landtagen gelang es den Ständen auch, wichtige Ämter ausschließlich für ihre Mitglieder zu reservieren. Vor allem die Finanzverwaltung des Landes war lange in ständischer Hand, ehe sie von den nach absoluter Macht strebenden Fürsten übernommen werden konnte.
Der Höhepunkt ständischer Macht lag in den meisten europäischen Ländern in der Zeit vom 15. bis zum 17. Jahrhundert. In manchen evangelisch gewordenen Territorien verschwanden die Klöster und Stifte im Laufe des 16. Jahrhunderts aus dem ständischen System, in anderen (zum Beispiel in Württemberg und im Königreich Hannover) nahmen evangelische Prälaten die Rechte ihrer katholischen Vorgänger wahr.

### Regionale Besonderheiten
Im Spätmittelalter gehörten die burgundischen Niederlande mit ihren reichen Provinzen und finanzstarken Städten, insbesondere den flämischen Städten Gent, Brügge und Ypern, zu den reichsten Ländern Europas. Die Landesherren mussten den Provinzen und Städten umfängliche Freiheiten und Vorrechte einräumen und konnten ihr Gewaltmonopol nicht willkürlich ausüben. Die Ausübung einiger landesherrlicher Rechte war abhängig von der Einwilligung der Stände. Diese setzten sich in den burgundischen Niederlanden aus der Geistlichkeit, das waren die Bischöfe und Äbte der katholischen Kirche, dem Adel und den Städten zusammen. Ohne Zustimmung der Versammlung der Ständevertreter, der Generalstaaten, konnten die Landesherren keine Steuern ausschreiben oder Mannschaften zum Krieg aufbieten. Mussten die Fürsten die Generalstände einberufen, um deren Einwilligung für ihre Kriege oder für andere Zwecke einzuholen, forderten die Ständevertreter von ihnen im Gegenzug oftmals neue Vorrechte oder Freiheiten. Beispielsweise hatte sich der Burgunderherzog Philipp der Gute den Provinzen Holland und Seeland, als diese ihm 1452 mit Kriegsvolk gegen die aufständische Stadt Gent halfen, auf diese Weise erkenntlich gezeigt.
In der Schweiz wurden die Kantone als Stände bezeichnet (ihre parlamentarische Vertretung nennt sich noch heute Ständerat), in den Niederlanden die Provinzen. Adel und Klerus waren als politische Stände verschwunden. In Niedersachsen existieren Landschaften mit ständischer Verfassung bis heute fort.
In den Ländern der iberischen Halbinsel wurden die Versammlungen der politischen Stände Cortes genannt.
| Land                  | Stände                                                       | Bemerkungen                                                                |
| --------------------- | ------------------------------------------------------------ | -------------------------------------------------------------------------- |
| Bayern                | Prälaten, Adel, Städte und Märkte                            | –                                                                          |
| Böhmen                | Herren, Ritter, Städte                                       | Seit der hussitischen Revolution gab es keinen geistlichen Stand mehr.     |
| Land Hadeln           | Hochland, Sietland und das Weichbild Otterndorf              | Die drei Hadler Stände wurden fast ausschließlich von Großbauern gebildet. |
| Mähren                | Herren, Ritter, Städte                                       | dazu noch der Bischof von Olmütz                                           |
| Mecklenburg           | Grundherren (Ritterschaft), Prälaten und Städte (Landschaft) | Die Prälaten entfallen 1549 mit der Reformation,                           |
| Niederlausitz         | Herren, Ritter, Städte                                       | Die Äbte von Neuzelle gehörten seit der Reformation zum Herrenstand.       |
| Niederösterreich      | Prälaten, Herren, Ritter, Städte                             | –                                                                          |
| Oberlausitz           | „Land“ und Städte                                            | Der Landstand besteht aus Prälaten und Adel mit einer gemeinsamen Stimme.  |
| Oberösterreich        | Prälaten, Herren, Ritter, Städte                             | –                                                                          |
| Kurfürstentum Sachsen | Adel und Städte                                              | Der Adel war unterteilt in Amtssassen und Schriftsassen.                   |
| Tirol                 | Prälaten, Adel, Städte, Bauern                               | Die Bauern waren über die ländlichen Gerichtsgemeinden vertreten.          |